# Stanisław Pawlusiak
Stanisław Pawlusiak (ur. 30 kwietnia 1958 w Wilkowicach) – polski skoczek narciarski, reprezentant Polski. Dwukrotny medalista mistrzostw Polski. Wziął udział w premierowym sezonie Pucharze Świata. Syn Józefa i Heleny Pawlusiaków, brat Tadeusza, Anny, Józefa i Piotra. Mistrz Sportu.

## Przebieg kariery
W lutym 1976 wystąpił na mistrzostwach Europy juniorów w Libercu, gdzie zajął 19. miejsce.
Pawlusiak w sezonie 1978/79 wystartował w Turnieju Czterech Skoczni, zajmując ostatecznie 26. miejsce.
Rok później w TCS uplasował się na 49. miejscu. Wkrótce potem ustanowił rekord skoczni w Harrachovie (118 m). Podczas zawodów Pucharu Świata w Zakopanem był na 5., najwyższym w karierze, miejscu. Oddał skoki na 111 m i 110 m. W Saint-Nizier był 14. i 7. Wystąpił też na igrzyskach olimpijskich w Lake Placid. Na skoczni normalnej zajął 40. miejsce, a na dużej 43. W klasyfikacji generalnej Pucharu Świata 1979/1980 znalazł się na 42. miejscu z dorobkiem 22 punktów. Podczas mistrzostw Polski na skoczni dużej zdobył złoty medal, a na normalnej – brązowy.
W 1982 skakał w MŚ w Oslo. W konkursie drużynowym reprezentacja Polski w składzie Piotr Fijas, Pawlusiak, Bogdan Zwijacz była 14. Potem zakończył karierę z powodu astygmatyzmu oka. Obecnie mieszka w Wilkowicach, gdzie prowadzi zakład wulkanizacyjny.

## Osiągnięcia

### Igrzyska olimpijskie
- Indywidualnie

| 1980 Lake Placid | – | 40. miejsce (K-86), 43. miejsce (K-114) |

#### Starty S. Pawlusiaka naigrzyskach olimpijskich– szczegółowo
| Miejsce | Dzień     | Rok  | Miejscowość | Skocznia                 | Punkt K | Konkurs  | Skok 1 | Skok 2 | Nota      | Strata   | Zwycięzca      |
| ------- | --------- | ---- | ----------- | ------------------------ | ------- | -------- | ------ | ------ | --------- | -------- | -------------- |
| 40.     | 17 lutego | 1980 | Lake Placid | MacKenzie Intervale K90  | K-86    | indywid. | 72,0 m | 70,0 m | 183,1 pkt | 83,2 pkt | Toni Innauer   |
| 43.     | 23 lutego | 1980 | Lake Placid | MacKenzie Intervale K120 | K-114   | indywid. | 92,0 m | 88,5 m | 179,1 pkt | 91,9 pkt | Jouko Törmänen |

### Mistrzostwa świata
- Drużynowo

| 1982 Oslo | – | 14. miejsce (K-105) |

### Mistrzostwa Europy juniorów
| Miejsce | Dzień     | Rok  | Miejscowość | Skocznia | Konkurs | Skok 1 | Skok 2 | Nota      | Strata   | Zwycięzca    |
| ------- | --------- | ---- | ----------- | -------- | ------- | ------ | ------ | --------- | -------- | ------------ |
| 19.     | 29 lutego | 1976 | Liberec     | Ještěd   | ind.    | 73,0 m | 69,5 m | 177,7 pkt | 69,0 pkt | Toni Innauer |

### Puchar Świata

#### Miejsca w klasyfikacji generalnej
| Sezon     | Miejsce |
| --------- | ------- |
| 1979/1980 | 42.     |

### Miejsca w poszczególnych konkursachPucharu Świata
| Sezon 1979/1980                                                                       |            |                        |           |               |         |         |             |             |          |          |              |              |              |        |           |           |       |       |       |      |         |         |               |               |        |
| Cortina d’Ampezzo                                                                     | Oberstdorf | Garmisch-Partenkirchen | Innsbruck | Bischofshofen | Sapporo | Sapporo | Thunder Bay | Thunder Bay | Zakopane | Zakopane | Saint-Nizier | Saint-Nizier | Sankt Moritz | Gstaad | Engelberg | Vikersund | Lahti | Lahti | Falun | Oslo | Planica | Planica | Štrbské Pleso | Štrbské Pleso | punkty |
| -                                                                                     | 78         | 59                     | 28        | 29            | -       | -       | -           | -           | -        | 5        | 14           | 7            | -            | -      | -         | -         | -     | -     | -     | -    | -       | -       | -             | -             | 22     |
| Legenda                                                                               |            |                        |           |               |         |         |             |             |          |          |              |              |              |        |           |           |       |       |       |      |         |         |               |               |        |
| 1 2 3 4-10 11-15 poniżej 15 - – zawodnik nie wystartował lub zajął miejsce poniżej 15 |            |                        |           |               |         |         |             |             |          |          |              |              |              |        |           |           |       |       |       |      |         |         |               |               |        |

### Turniej Czterech Skoczni
| 27. Turniej Czterech Skoczni |                        |           |               |       |
| Oberstdorf                   | Garmisch-Partenkirchen | Innsbruck | Bischofshofen | klas. |
| 20                           | 31                     | 28        | 21            | 26    |
| 28. Turniej Czterech Skoczni |                        |           |               |       |
| Oberstdorf                   | Garmisch-Partenkirchen | Innsbruck | Bischofshofen | klas. |
| 78                           | 59                     | 28        | 29            | 49    |

### Mistrzostwa Polski
- złoty medal: 1980 (K-90)[7]
- brązowy medal: 1980 (K-70)[7].